# Факультет общей и прикладной физики МФТИ
Факультет общей и прикладной физики (ФОПФ, бывш. Радиофизический факультет) — один из факультетов Московского физико-технического института. Готовит специалистов в перспективных областях современной фундаментальной физики. Является одним из множества факультетов, формирующих лицо МФТИ как ведущего физического вуза России (наряду с МГУ, СПбГУ, МИФИ, НГУ и др.). Всего на факультете (бакалавриат, магистратура, аспирантура) обучается около 900 человек.
По состоянию на 2022 год входит в состав Физтех-школы физики и исследований им. Ландау (ЛФИ) вместе с бывшим Факультетом проблем физики и энергетики (ФПФЭ).

## История

### Основные этапы
- 1949 г. — начало работы кафедры радиофизики на Физико-техническом факультете МГУ (прежнее название МФТИ).
- 12 октября 1955 г. — создание «радиофизического факультета» МФТИ[3] (прежнее название факультета).
- 1963 г. — переименование в «факультет общей и прикладной физики» (современное название). Факультет радиофизики был одним из 4 первых факультетов Физтеха, наряду с «радиотехническим» (ФРТК), «аэромеханическим» (ФАКИ), «физикохимическим» (ФМХФ) факультетами. В 1964 году часть кафедр ФОПФ была переведена на вновь образованный ФФКЭ[4][5], а сам факультет в то время окончательно изменил специализацию с «радиофизической» на «физическую». В 1976 году некоторые экспериментальные кафедры были переведены на новый факультет ФПФЭ[6], на ФОПФ стала преобладать теоретическая физика.
- 2016 г. — создание на базе факультетов ФОПФ и ФПФЭ «физтех-школы фундаментальной и прикладной физики» (ФФПФ)[7] в процессе общего объединения многих факультетов МФТИ в более крупные подразделения — физтех-школы.
- 2019 г. — переименование физтех-школы ФФПФ в «физтех-школу физики и исследований им. Ландау» (ЛФИ)[8].

### Деканы факультета
- Г. С. Горелик (1955—1957)
- Н. И. Петеримова (1957—1961, заместитель декана)
- Д. Ю. Панов (1961—1962)
- Б. В. Бондаренко (1962—1964)
- Игорь Александрович Радкевич (1964—1983)[9]
- Юрий Валентинович Денисов (1983—1987)
- Фёдор Фёдорович Каменец (1987—2007)
- М. Р. Трунин (2007—2016)
- В. В. Киселёв (2016 — наст. время)

### Логотип факультета

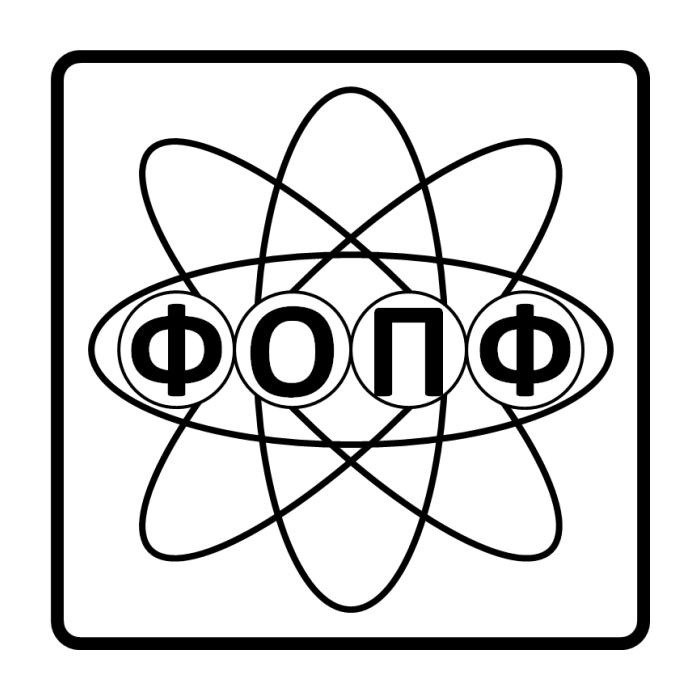
Старый логотип ФОПФ.

На старой эмблеме факультета была изображена планетарная модель атома с электронами — буквами, образующими сокращение «ФОПФ».
В настоящий момент логотипом ФОПФ является стилизованное под кошку (возможно, намек на кота Шредингера) изображение "hν", на котором глаза и нос животного образуют аббревиатуру факультета. Одновременно с этим, так же, как и на эмблеме института, уши обозначают математику, глаза обозначают физику (с одной стороны — общую, с другой стороны — прикладную).

## Учебный процесс
В бакалавриате и магистратуре факультета осуществляется подготовка по направлению:
- "Прикладные математика и физика"

В аспирантуре — по направлениям:
- "Физика и астрономия"
- "Биологические науки"

Фундаментальную подготовку по основным разделам математики, физики, информатики и некоторым другим предметам проводят институтские кафедры и департаменты (кафедра высшей математики, кафедра общей физики, кафедра теоретической физики и т. д.). В конце третьего семестра студенты выбирают специализацию дальнейшего обучения — базовую кафедру. До этого момента происходит презентация базовых кафедр и читаются курсы, раскрывающие содержание их программ. С четвёртого семестра в расписании появляются «базовые дни», включающие в себя только занятия на базовых кафедрах. К четвёртому-пятому курсу количество таких дней увеличивается до 4-х в неделю.
На третьем курсе студенты ФОПФ (как и большинства других факультетов МФТИ) сдают два государственных экзамена: осенью — по физике, весной — по математике. Оба состоят из письменной и устной частей и охватывают большую часть пройденных ранее разделов общей физики и высшей математики соответственно.

## Кафедры
По состоянию на 2018 год на факультете функционировали 19 базовых кафедр (в скобках — базовый институт, год основания кафедры):
- Квантовая радиофизика (ФИАН, основана С.И. Вавиловым в 1946 г.)[18]
- Теоретическая астрофизика и квантовая теория поля (ИТЭФ, 1955 г.)
- Физика и техника низких температур (ИФП, 1955 г.)
- Физика твёрдого тела (ИФТТ, 1964 г.)[19]
- Проблемы теоретической физики (ИТФ, 1966 г.)[20]
- Проблемы физики и астрофизики (ФИАН, основана В.Л. Гинзбургом в 1968 г.)[21]
- Физика высоких энергий (ИФВЭ, 1976 г.)[22]
- Фундаментальные и прикладные проблемы физики микромира (ОИЯИ, 1993 г.)[23]
- Моделирование ядерных процессов и технологий (Курчатовский институт)
- Проблемы квантовой физики (ИЛФ, 2004 г.)
- Физика и технология наноструктур (МФТИ, 2008 г.)[24]
- Биофизика (МФТИ, 2014 г.)[25]
- Фундаментальные взаимодействия и физика элементарных частиц (ФИАН, 2016 г.)
- Фундаментальные проблемы физики квантовых технологий (МФТИ и др., 2016 г.)
- Квантовая теория поля, теория струн и математическая физика (ИТФ, НМУ, 2016 г.)[26]
- Математические методы современной физики (специализация на кафедре высшей математики МФТИ, 2016 г.)
- Вычислительная физика конденсированного состояния (ОИВТ, 2016 г.)[27]
- Теория фундаментальных взаимодействий и квантовая гравитация (ФИАН, 2017 г.)
- Квантовые наноструктуры, материалы и устройства (МФТИ, Сколтех, 2018 г.)[28]

В дальнейшем базовые кафедры создавались уже полностью как кафедры физтех-школы ЛФИ, а не отдельно как базовые кафедры ФОПФ и базовые кафедры ФПФЭ. К таковым относятся следующие функционирующие сейчас кафедры ЛФИ:
- Инновационная педагогика (МФТИ, 2018 г.)[29]
- Кафедра Российского квантового центра (РКЦ, 2019 г.)[30]

Исследования по упомянутым в названиях кафедр направлениям проводятся также в 28 собственных лабораториях ЛФИ, разделённых на 3 группы: фундаментальная физика и квантовые технологии, фотоника и двумерные материалы, молекулярные механизмы старения и возрастных заболеваний. В данных лабораториях могут осуществлять научно-исследовательскую деятельность как студенты ФОПФ, так и студенты ФПФЭ. Одна из этих лабораторий также читает собственные спецкурсы и играет роль базовой кафедры:
- Математическая и теоретическая физика (специализация в лаборатории математической и теоретической физики МФТИ, 2019 г.)[32]

В своё время на ФОПФ существовали и другие базовые кафедры, которые были либо упразднены, либо переведены на другие факультеты:
- Радиофизика (ИРЭ, 1949 г., послужила основой при образовании Радиофизического факультета, изменила базовый институт на РТИ)
- Акустика/Физика гидрокосмоса (АКИН, 1955 г.)
- Полупроводниковая электроника (ИРЭ, 1955 г., переведена на ФФКЭ в 1964 г.)[4][5]
- Квантовая оптика (ФИАН, основана Г.С. Ландсбергом в 40-е гг., изменила базовый институт на ИСАН в 1968 г., переведена на ФПФЭ в 1976 г.)[6]
- Управление и математическое моделирование (60-е гг., переведена на ФУПМ)
- Физика живых систем (60-е гг., переведена на ФФХБ в 1982 г.)
- Взаимодействие излучения с веществом (ФИАН, основана А.М. Прохоровым в 1973 г., переведена на ФПФЭ в 1976 г.)[6]
- Квантовая электроника, нелинейная оптика и динамическая голография (ИФ НАНУ, 1991 г.)
- Физика конденсированного состояния (Курчатовский институт, 1993 г.)
- Физика взаимодействия излучения с веществом (Курчатовский институт)
- Системная интеграция и менеджмент (ИФТИ, 1997 г., переведена на ФИВТ в 2011 г.)[33]
- Системный анализ экономики (1998 г., переведена на ФИВТ)

## Известные выпускники

### Лауреат Нобелевской премии по физике
- Гейм, Андрей Константинович

### Лауреаты Премии по фундаментальной физике
- Китаев, Алексей Юрьевич
- Поляков, Александр Маркович — лауреат медали Дирака

### Лауреаты Государственной премии
- Гуляев, Юрий Васильевич — академик РАН
- Дмитриев, Владимир Владимирович — академик РАН
- Кругляков, Эдуард Павлович — академик РАН
- Палкин, Евгений Алексеевич — лауреат Государственной премии СССР
- Смирнов, Валентин Пантелеймонович — академик РАН
- Сюняев, Рашид Алиевич — академик РАН, лауреат медалей Шварцшильда, Рассела, Франклина, Эддингтона
- Кондратьев, Сергей Николаеви— д.т.н. 1993

### Другие известные выпускники
- Андреев, Александр Фёдорович — академик РАН, лауреат Ленинской премии
- Беляев, Спартак Тимофеевич — академик РАН, лауреат Большой золотой медали им. М.В. Ломоносова
- Волошин, Михаил Борисович — лауреат премии Сакураи
- Гантмахер, Всеволод Феликсович — академик РАН, лауреат Золотой медали им. П.Л. Капицы
- Замолодчиков, Александр Борисович — лауреат медали Дирака
- Муханов, Вячеслав Фёдорович — лауреат медали Планка
- Шифман, Михаил Аркадьевич — лауреат медали Дирака
- Ян, Давид Евгеньевич — основатель ABBYY

## Интересные факты
- В 2018 году средний балл ЕГЭ у поступивших на факультет составил 307 из 310; средний балл за профильные предметы (математика, физика) - 199,4 из 200[34].
- Кроме эмблем ФОПФ и МФТИ стилизованная "hν" изображена на эмблеме Физического факультета СПбГУ.